# 科卡尔-杜斯阿尔维斯
科卡尔-杜斯阿尔维斯（葡萄牙語：Cocal dos Alves）是巴西皮奥伊州的一个市镇。总面积358.104平方公里，总人口5345人，人口密度14.9人/平方公里。